# 경기도 북부소방재난본부
경기도 북부소방재난본부(京畿道 北部消防災難本部, Gyeonggi Northern Fire and Disaster Headquarters)는 경기도 의정부시에 설치됐다. 조직은 소방행정기획과, 대응구조과, 특수대응단으로 구성하고 있으며 경기도 북부지역 11개 소방서를 총괄 지휘하고 있다.
2006년 9월 경기도 제2소방재난본부에서 2014년 9월 경기도 북부소방재난본부로 변경됐다. 본부장은 소방준감으로 보한다.

## 연혁
- 2006년 9월 1일 경기도 제2소방재난본부 설치
- 2014년 9월 경기도 북부소방재난본부로 변경
- 2017년 3월 대응구조과 신설

### 역대 본부장
| 대수     | 이름   | 임기                                |
| -------- | ------ | ----------------------------------- |
| 제1대    | 류소현 | 2006년 4월 17일 ~ 2008년 3월 18일   |
| 제2대    | 이일섭 | 2008년 3월 19일 ~ 2008년 6월 22일   |
| 제3대    | 심평강 | 2008년 6월 23일 ~ 2010년 2월 8일    |
| 제4대    | 조송래 | 2010년 2월 9일 ~ 2011년 3월 11일    |
| 제5대    | 윤순중 | 2011년 5월 9일 ~ 2012년 1월 26일    |
| 제6대    | 이강일 | 2012년 1월 27일 ~ 2012년 12월 26일  |
| 제7대    | 손은수 | 2012년 12월 27일 ~ 2014년 12월 31일 |
| 직무대리 | 최병일 | 2015년 1월 2일 ~ 2015년 2월 1일     |
| 제8대    | 김일수 | 2015년 2월 2일 ~ 2018년 10월 4일    |
| 제9대    | 이상규 | 2018년 10월 5일 ~ 2019년 1월 31일   |
| 제10대   | 조인재 | 2019년 2월 2일 ~ 2020년 11월 17일   |
| 제11대   | 임원섭 | 2020년 11월 18일 ~ 2022년 1월 4일   |
| 제12대   | 고덕근 | 2022년 1월 5일 ~ 2023년 8월 2일     |
| 직무대리 | 홍장표 | 2023년 8월 4일 ~ 2024년 2월 4일     |
| 제13대   | 홍장표 | 2024년 2월 5일 ~                    |

## 조직
| - 소방행정기획과 - 행정팀 - 기획예산팀 - 감찰팀 - 보건안전팀 | - 예방대응과 - 예방대책팀 - 소방특별조사팀 - 북부소방사법팀 - 대응전략팀 - 구조훈련팀 - 구급팀 - 화재조사팀 - 생활안전팀 | - 북부재난종합지휘센터 - 상황정보통신팀 - 상황1·2·3·4팀 | - 특수대응단 - 특수구조1·2·3팀 - 특수구조일근팀 - 인명구조견팀 |

## 산하기관
| - 고양소방서 - 일산소방서 - 의정부소방서 - 남양주소방서 | - 파주소방서 - 구리소방서 - 양주소방서 - 포천소방서 | - 동두천소방서 - 가평소방서 - 연천소방서 |

## 사건사고
2014년 11월 5일 속초에서 심해구조훈련을 하던 소방관 1명이 순직하였다.

## 같이 보기
- 대한민국 소방청
- 대한민국의 소방
- 소방관 계급